# William Cruickshank
William Cruickshank FRS (falecido em 1810 ou 1811) foi um cirurgião militar e químico escocês.
Foi professor de química na Real Academia Militar de Woolwich.

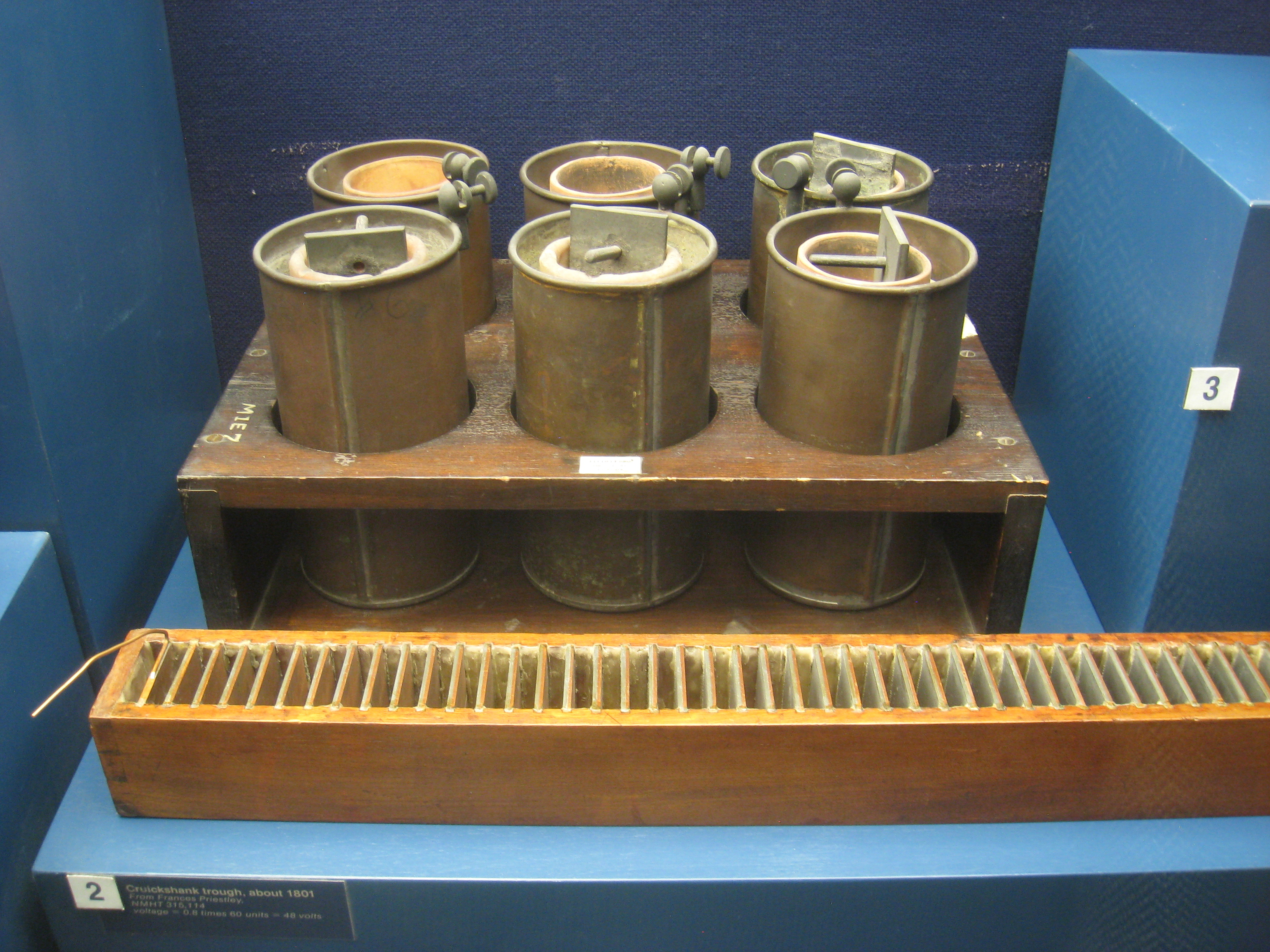
Bateria Cruickshank calha (frente), 1801, propriedade de Joseph Priestley

## Carreira
William Cruickshank recebeu um diploma do Colégio Real de Cirurgiões da Inglaterra em 5 de outubro de 1780. Em março de 1788 foi assistente de Adair Crawford na Real Academia Militar de Woolwich, com salário anual de £ 30. Em 24 de junho de 1802 tornou-se Membro da Royal Society (FRS).

## Discobertas e invenções

### Estrôncio
Alguns autores creditam a Cruickshank as primeiras suspeitas de uma substância desconhecida em um mineral escocês, a estroncianita, encontrado próximo a Strontian, em Argyll. Outros autores nomeiam Adair Crawford por sua descoberta. Foi mais tarde isolado por Humphry Davy, sendo atualmente conhecido como estrôncio.

### Bateria de calha
Circa 1800 Cruickshank inventou a bateria de calha, um melhoramento da pilha voltaica de Alessandro Volta. As placas foram arranjadas horizontalmente em uma calha, ao invés de verticalmente em uma coluna.

## Aposentadoria e morte
Em março de 1803 Cruickshank adoeceu gravemente, possivelmente devido à exposição a fosgênio durante seus experimentos. Em 6 de julho de 1804 aposentou-se com uma pensão de 10 Shillings ao dia. Morreu em 1810 ou 1811 e registros militares revelam que sua morte ocorreu na Escócia.